# Chelonus pictus
Chelonus pictus är en stekelart som beskrevs av Papp 1993. Chelonus pictus ingår i släktet Chelonus och familjen bracksteklar. Inga underarter finns listade i Catalogue of Life.